# Le Cavalier rouge
Le Cavalier rouge – en italien Il cavaliere rosso – est un tableau réalisé par le peintre italien Carlo Carrà en 1913. Exécutée a tempera et à l'encre sur papier entoilé, cette scène de genre futuriste représente un cavalier à la casaque bleue monté sur un cheval au galop rendu en rouge. Acquise en 1992, elle est conservée au museo del Novecento, à Milan.

## Postérité
Le peintre américain Roy Lichtenstein transforme Le Cavalier rouge de Carrà en peinture pop art en réalisant en 1974 sa toile intitulée The Red Horseman, qui appartient à présent à la Peter und Irene Ludwig Foundation.